# Lady Lake (Floride)
Pour les articles homonymes, voir Lady Lake.
La ville de Lady Lake est une ville située dans le comté de Lake en Floride. Lors du recensement de 2000, sa population s'élevait à 11 828 habitants. En 2005, sa population est estimée à 13 244 habitants.

## Démographie
| 1930 | 1940 | 1950 | 1960 | 1970 | 1980  |
| ---- | ---- | ---- | ---- | ---- | ----- |
| 233  | 309  | 331  | 335  | 382  | 1 193 |

| 1990  | 2000   | 2010   | - | - | - |
| ----- | ------ | ------ | - | - | - |
| 8 071 | 11 828 | 13 926 | - | - | - |